# آيس كومبات 6: فايرز أوف ليبيريشن
آيس كمبات 6: نيران التحرير (بالإنجليزية: Ace Combat 6: Fires of Liberation)، هي لعبة من صنف قتال الطائرات الجوية، طورها فريق بروجكت آيسس ، وأصدرتها شركة نامكو في المتاجر العالمية عام 2007 حصراً على منصة إكس بوكس 360. وتعد اللعبة السابعة من سلسلة آيس كومبات.

## اللعب
على غرار سابقاتها، تتميز اللعبة بطريقة لعب قياسية من السلسلة التي تمزج بين طيران بأسلوب آركيد ومحاكاة الطيران الأصلية، و على الرغم من أن اللعبة تشمل مجموعة متنوعة من الطائرات المقاتلة المرخصة في العالم الحقيقي، الى أن أحداث قصة اللعبة تدور في محيط عالم السلسلة الخيالي، بينما تستمر عناصر اللعب من العناوين السابقة نفسها في آبس كومبات، تتميز القصة الرئيسية للعبة بمهام أكثر تفصيلاً. توفر لك العناصر الجديدة عدة مهام التي تتميز بالعديد من الأهداف التي يجب أن تكملها. حيث ستحتاج إلى تحقيق عدد معين للتقدم إلى المراحل اللاحقة من المهمة، وكذلك القدرة على طلب الدعم من الوحدات المتحالفة أثناء المهمة.

## الموجز
تدور أحداث اللعبة حول الحرب بين الدولتين المجاورتين الخياليتين إيميريا وإستوفاكيا في عام 2015. تتبع قصة اللعبة شخصية اللاعب، الطيار المقاتل "تاليسمان" من سرب المقاتلات "جارودا" التابع للقوات الجوية الإميرية الذي ينضم إلى جهود الجيش الإميري لاستعادة وطنهم. على عكس الألعاب الأخرى في السلسلة التي يتم فيها سرد الأحداث من منظور واحد، تتشابك قصة آيس كومبات 6 مع مشاهد تصور العديد من القصص الجانبية التي ترويها شخصيات مختلفة على جانبي الحرب، يصفون صراعاتهم الشخصية وآرائهم بشأن الصراع مع تقدمه.

## استقبال
تلقت اللعبة تقييمات إيجابية بشكل عام من النقاد،ولكنها كانت أقل قليلاً من الألعاب السابقة.  بينما أعطي إكس-بلاي اللعبة تصنيف 4/5.

## روابط خارجية
- موقع Ace Combat 6 الرسمي نسخة محفوظة 2019-02-11 على موقع واي باك مشين. باللغة اليابانية
- موقع Namco Ace Combat 6 باللغة اليابانية